# Olsenella phocaeensis
Olsenella phocaeensis es una especie de  bacteria grampositiva del género Olsenella. Fue descrita en el año 2021. Su etimología hace referencia a Phocaea, el nombre latino de Marsella, Francia. Es anaerobia e inmóvil. Tiene un tamaño de 0,4-1 μm de ancho por 0,9-1,9 μm de largo. Catalasa y oxidasa negativas. Temperatura de crecimiento entre 28-42 °C, óptima de 37 °C. Forma colonias circulares y blancas traslúcidas en agar sangre tras 48 horas de incubación. Es sensible a los antibióticos:  cefotaxima, ceftriaxona, amoxicilina, imipenem, rifampicina, metronidazol y vancomicina. Tiene un genoma de 2,24 Mpb y un contenido de G+C de 66,4%. Se ha aislado del colon de un paciente de 60 años en Francia. 